# 田中弘 (トランペット奏者)
田中 弘（たなか ひろむ、1959年 - ）は、元Osaka Shion Wind Orchestraのトランペット奏者。

## 人物・来歴
- 京都市中京区に生まれる。京都市立朱雀第二小学校、京都市立西ノ京中学校、私立洛南高等学校を経て、大阪音楽大学音楽学部器楽科トランペット専攻に入学。
- 1975年よりトランペットを井上正彦（当時名古屋フィルハーモニー交響楽団首席トランペット奏者）、斉藤広義、加藤隆功、谷山純一、宮村聡（元・京都市交響楽団首席トランペット奏者）に師事。
- 大阪音楽大学在学中には、吹奏楽研究会等での演奏活動にも精力的に取組み、また辻井清幸（大阪音楽大学名誉教授・尼崎市吹奏楽団常任指揮者）の薫陶を受けて指揮法・吹奏楽指導法を学んだ。
- 1983年大阪音楽大学卒業後、大阪市音楽団（現・Osaka Shion Wind Orchestra）に入団し、トランペット奏者として活躍。退団後の現在も客演奏者として同団の演奏会にたびたび出演している。
- 2005年 4月には、主任音楽士（大阪市職員・係長級）に昇格
- 2013年 4月には、副団長（大阪市職員・課長代理級）に就任
- 2015年 3月16日に楽団長に就任[1]、2016年に退団するまでその任に当たる。
- 2017年 4月より、大阪音楽大学音楽学部非常勤講師として、トランペット専攻の指導にあたっており、また2020年 4月からは、大阪成蹊女子高等学校音楽コース非常勤講師としても、トランペット専攻の指導にあたっている。
- 2020年 5月には、2019年から指導復帰していた尼崎市吹奏楽団において、音楽監督兼常任指揮者として正式に就任した。
- 2025年 4月より、近畿大学吹奏楽部の音楽監督・指揮者に就任した。

元・大阪市音楽団（現・Osaka Shion Wind Orchestra）のトランペット奏者としての演奏活動の他に、アカデミー金管合奏団など広く室内楽活動も行っている。　
吹奏楽指導者としても、尼崎市吹奏楽団（1988 -  2006年、 2019年 - ）、大阪市民吹奏楽団（1986年 -2019年 ）、高松市役所吹奏楽団　をはじめ、数々のアマチュア吹奏楽団の指導歴がある。
なお、近年は吹奏楽コンクールやアンサンブルコンテストにおいて審査員を務めることもあり、永年の大阪市音楽団における吹奏楽最先端でのその経験と実績によって、これからも吹奏楽界の発展と向上に寄与するために活動中である。

## 洛南高等学校吹奏楽部OB会
洛南高等学校の吹奏楽部卒業生で組織されるOB会の副会長を務めている（会長はドルチェ楽器社長の安川透・10期である）。なお、OB会メンバーには数々の音楽関係者も含まれており、主なところでは小山亮（元・京都市交響楽団ホルン奏者）、岡本哲（京都市交響楽団首席トロンボーン奏者・26期）、菊本和昭（NHK交響楽団首席トランペット奏者・35期）、山川すみ男（クラリネット奏者）らがメンバーである。
- 洛南高等学校吹奏楽部創部50周年記念演奏会
  - 2013年 5月3日(祝) 2:00p.m.
  - 会場：京都コンサートホール
  - 指揮 田中 弘（14期）、池内毅彦（18期）

- 洛南高等学校吹奏楽部創部55周年記念演奏会
  - 2018年 5月5日(祝) 2:00p.m.
  - 会場：京都コンサートホール
  - 指揮 田中 弘（14期）、池内毅彦（18期）
  - トランペット独奏：菊本 和昭(35期 NHK交響楽団)
  - トロンボーン独奏：岡本 哲(26期 京都市交響楽団)

- 洛南高等学校吹奏楽部創部60周年記念演奏会
  - 2023年 5月5日(金・祝) 2:00p.m.
  - 会場：京都コンサートホール
  - 指揮 田中 弘（14期）、池内毅彦（18期）

## 関係項目
- Osaka Shion Wind Orchestra